# Liste des chapelains de la Garde suisse pontificale
La liste des chapelains de la garde suisse pontificale énumère les prêtres qui se sont succédé aux côtés de la garde chargée de la protection du pape.
Parmi les tâches du chapelain de la Garde suisse figure la célébration des sacrements pour le corps et il est le soutien spirituel des gardes et de leurs familles. En tant que pasteur, il est également responsable de l'organisation des activités culturelles et fait partie des cadres dirigeants de la garde. Le chapelain de la Garde suisse pontificale est proposé par la Conférence des évêques suisses et nommé par le pape. Il est nommé pour une durée de cinq ans, renouvelable.

## Les chapelains de la garde
- Johann Decurtins (né en 1828 à Trun GR) de... à décembre 1863[3],[4],[5]
- Friedrich Bäder (né en 1806 à Mastrils GR) de juillet 1864 à février 1865[4]
- Meinrad Suter (né en 1827 à Schwyz SZ) de octobre 1865 à décembre 1887[4]
- Johan Baptist Marty (né en 1840 à Schwyz SZ) de mai 1888 à novembre 1902[4]
- Emmanuel Corragioni d'Orelli (né le 16 juin 1861 à Lucerne LU - 12 mars 1937) de décembre 1902 à décembre 1923[4],[6]
- Paul Maria Krieg (né en 1890 à Rorschach SG) de janvier 1924 à janvier 1960[4]
- Johann-Cajetan Kriech (né en 1928 à Schmerikon SG) de février 1960 à mars 1964[4]
- Jean-Charles Mayor (né en 1916 à Nax VS) de avril 1965 à août 1968[4],[7]
- Paul Grichting (né le 15 janvier 1923 à Leukerbad VS - 21 décembre 2001) de octobre 1968 à août 1989[4],[8],[9]
- Martin Beutler (né en 1945 à Trubschachen BE) de septembre 1989 à décembre 1994[4],[10]
- Aloïs Jehle (né en 1959 à Hubersdorf SO) de septembre 1995 à février 2006[4],[11],[12]
- Alain de Raemy (né en 1959 à Fribourg FR) du 1er septembre 2006 jusqu'au 30 novembre 2013[13],[14]
- Pascal Burri (né en 1966 à Berne BE) du 1er septembre 2014[15],[16] au 31 août 2015
- Thomas Widmer (né en 1984) du 12 décembre 2015[17] au 31 août 2021
- Depuis le 16 octobre 2021 : Kolumban Reichlin[18]